# Драгор
Драго́р (болг. Драгор) — село в Пазарджицькій області Болгарії. Входить до складу общини Пазарджик.

## Населення
За даними перепису населення 2011 року у селі проживали 1422 особи.
Національний склад населення села:
| Національність   | Кількість осіб | Відсоток |
| ---------------- | -------------- | -------- |
| болгари          | 761            | 54,2%    |
| цигани           | 617            | 43,9%    |
| турки            | 18             | 1,3%     |
| інша             | 3              | 0,2%     |
| не визначились   | 5              | 0,4%     |
| Всього відповіли | 1404           |          |

Розподіл населення за віком у 2011 році:
Динаміка населення: